# Franz Persoglia

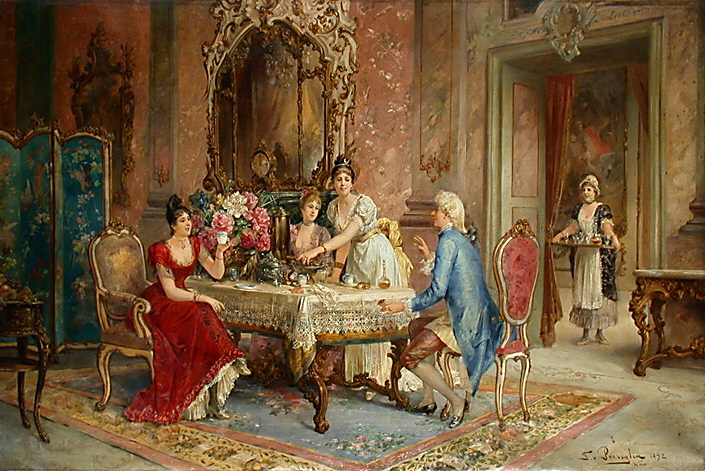
Gesellschaft beim Tee

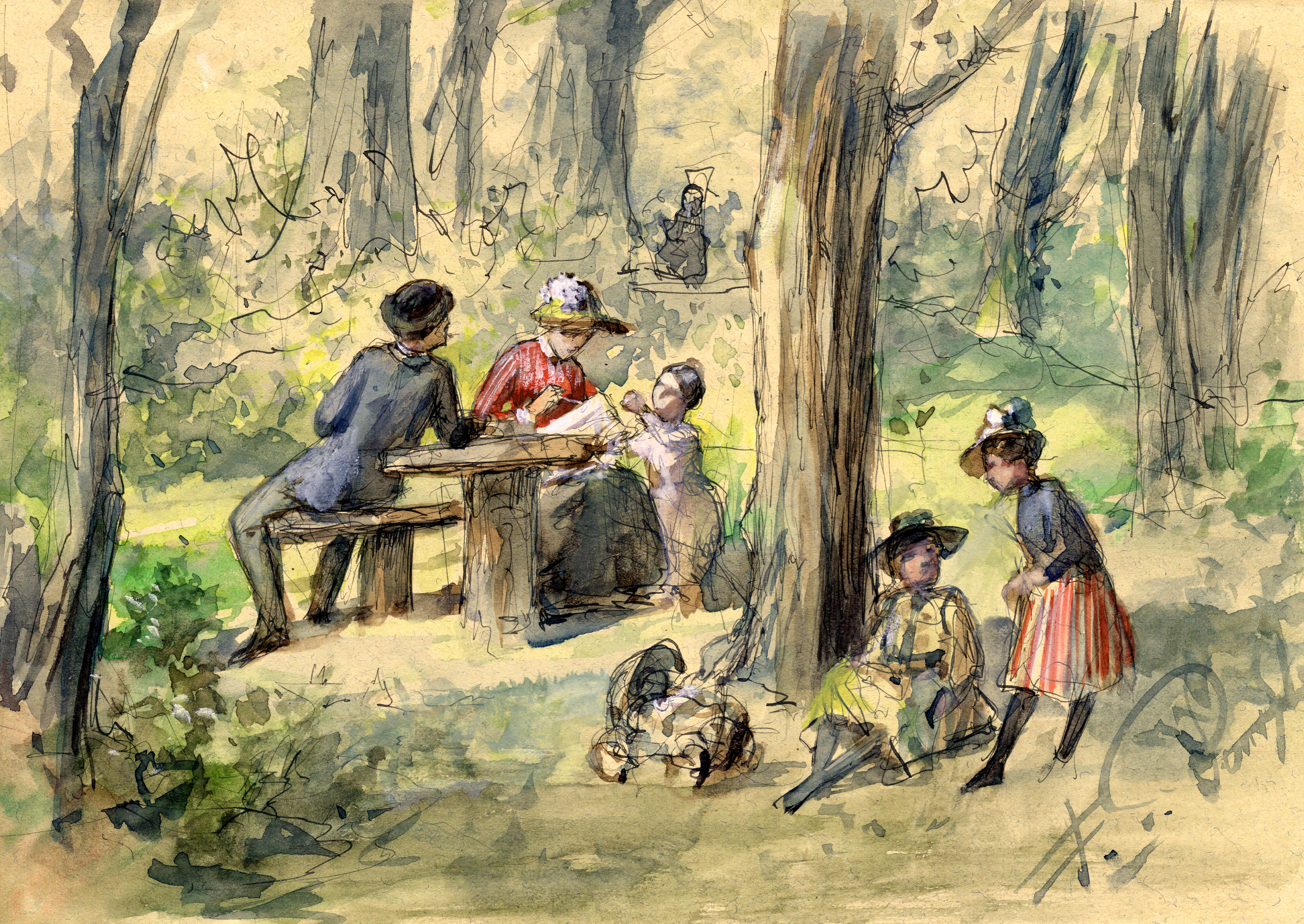
Sonntagsausflug

Franz von Persoglia (* 1852 in Laibach; † 1912 in Wien) war ein österreichischer Historien- und Genremaler.

## Leben
Von Persoglia studierte an der Wiener Akademie (unter Eduard von Engerth) und war ein Genremaler der Romantik, die besonders in der zweiten Hälfte des 19. Jahrhunderts einen neuen Auftrieb sehr realistischer Darstellungen bekam.
Neben diesen realistischen Darstellungen hat Persoglia auch eine Vielzahl Gemälden im Stil des Neorokoko und dessen „feiner Gesellschaft“ geschaffen.
Werke (Auswahl)
- Rokoko-Salon, Katalog des Kunsthauses Lempertz 1913.[1]
- Liebespaar im Park, in einer Ausstellung zur Nachlassversteigerung 1917.[2]
- Konvolut diverser Kopf- und Figurenstudien (14 Aquarelle) und weitere Studien zu Interieurs und Landschaften, in einer Ausstellung zur Versteigerung im Juli 1920.[3]